# Gleinaer Windmühlenberg
Der Gleinaer Windmühlenberg, obersorbisch Wětrnikowa hórka, ist eine 168 m ü. NHN hohe Erhebung im Osten des Landkreises Bautzen in der Oberlausitz. Der Berg, zur Hälfte bewaldet, hat seinen Namen von dem hinter ihm liegenden Ort Gleina. Auf dem Gipfel des Berges steht als einziges Haus das einstige Domizil des Windmüllers. 1899 wurde die hölzerne Windmühle abgebrochen, da sich aus wirtschaftlichen Gründen die Windmüllerei nicht mehr lohnte. Ein Rundgang allerdings bietet einen Blick über die lange Kette des Lausitzer Berglandes, die Türme und Dächer Bautzens, die Kamenzer Berge, die Hohe Dubrau bei Groß Radisch, die Königshainer Berge, den Strohmberg bei Weißenberg und den Löbauer Berg.

## Geologisches
Die obersten Schichten des Windmühlenberges sind Reste einer eiszeitlichen Endmoräne. Sandiger Geschiebelehm also, aber mit darunterliegenden älteren Schottermassen aus weißen Quarzen und schwarzen Kieselschiefern. Die allesamt abgerundeten Schiefer beweisen, dass sie Ablagerungen eines früheren Meeres sind. An der Südseite des Berges liegen viele und große Blöcke von Raseneisensteinen. Sein Fels birgt also Magnetit. Daher wurde das Raseneisenerz früher in den Eisenhämmern von Kreba, Burghammer und Wartha als Zuschlagstoff oder in reiner Schmelze verwendet. An den Bergrändern sind zahlreiche vielfarbige Steine aller Größen zu finden, so unter anderem roter Porphyr, die während der Eiszeit von Schweden herangeschoben wurden.

## Geschichtliches in Verbindung mit dem Windmühlenberg
Der russische General Michael Andreas Barclay de Tolly hatte in der Schlacht bei Reichenbach und Markersdorf am 20. und 21. Mai 1813 den Windmühlenberg besetzen und auf ihm 24 Zwölfpfünderkanonen aufstellen lassen, um der anstürmenden Franzosen Herr werden zu können. 40.000 Franzosen wurden so von nur 5000 Russen aufgehalten, dabei gelang es dem russischen Feldherrn, das schon völlig zerlöcherte Windmüllerhaus zu verlassen und sich auf die Linie Preititz–Buchwalde zurückzuziehen. Nun besetzte Marschall Ney den Berg. Im Windmüllerhaus erreichte den General der Befehl Napoleons, in Richtung Hochkirch durchzustoßen. Dort sollte der Gegner eingekesselt werden. Doch waren inzwischen Blüchers Truppen dem russischen General Barclay de Tolly zu Hilfe gekommen. Ney wurde in Kämpfe verwickelt, mit denen Napoleon nicht gerechnet hatte. Durch dieses Geschick blieb die Armee der Alliierten intakt und konnte so in der Völkerschlacht bei Leipzig ein halbes Jahr später Napoleon vernichtend schlagen.

## Entdeckungen aus prähistorischer Zeit
Am 4. Februar 1926 entdeckte man auf dem Windmühlenberg in 1,50 Meter Tiefe einen merkwürdigen, fast verbackenen mit vorgeschichtlichen Urnen enthaltenen Tonblock. Diese Urnen wiesen Merkmale der böhmischen Hünengräber-Kultur (Großsteingrab) auf, andererseits wurde auf ihnen auch Oberlausitzer Schnurkeramik entdeckt. Ende des 19. Jahrhunderts wurden auch 26 Münzen, vorwiegend aus der Römerzeit gefunden. Bis heute weiß man nicht, wie dieser Geldschatz dorthin geraten ist, vermutlich aber durch Händler.